# 袁三接
袁三接（1529年—？），字邦表，號平洲，廣東廣州府香山縣人，軍籍，明朝政治人物。

## 生平
番禺县学附学生。嘉靖四十年（1561年）辛酉科廣東鄉試第二十六名舉人。嘉靖四十一年（1562年）中式壬戌科會試第四十五名，三甲第二十二名進士。授庐州府推官，擢户部主事，升郎中。隆慶六年（1572年）七月升光禄寺少卿，萬曆元年（1573年）八月給假送母歸乡。三年八月復除原职，未任，七年八月復除本职，十年十二月官順天府府丞，十一年十二月升太僕寺卿，十三年二月陞應天府府尹。萬曆十三年（1585年）十月以年老乞休。

## 家族
曾祖袁奎；祖父袁祖盛；父袁景昇，母黃氏。慈侍下。兄绍基、三德。弟三省、三畏、三錫。